# Salicornia europaea
Salicornia europaea é uma espécie de planta com flor pertencente à família das amarantáceas. É uma planta halófita, usada para consumo humano.

## Subespécies
A salicornia europaea tem 3 subespécies:
- Salicornia europaea subsp. brachystachya (G. Mey.) Dahmen & Wissk.
- Salicornia europaea subsp. disarticulata (Moss) Lambinon & Vanderp.	Amaranthaceae
- Salicornia europaea subsp. europaea